# زيلداز أدفنشرز
زيلداز أدفنشرز (بالإنجليزية: Zelda's Adventure)‏ ، هي لعبة فيديو إلكترونية من تطوير شركة ديرديس ونشرها شركة فيليبس الهولندية سنة 1994م، وتعمل حصراً لنظام التشغيل فيليبس سي دي-آي.

## روابط خارجية
- زيلداز أدفنشرز على موقع IMDb (الإنجليزية)